# Stigmatomma kangba

Stigmatomma kangba  (лат.) — вид мелких земляных муравьёв из подсемейства Amblyoponinae. Восточная Азия: Китай.

## Описание
Мелкие муравьи (длина тела около 7 мм), основная окраска желтовато-коричневая. От близких видов (например, Stigmatomma rubiginoum) отличаются слегка вогнутым затылочным краем. Глаза мелкие. Усики короткие, 12-члениковые. Мандибулы длинные, узкие, жало хорошо развито. Клипеус с рядом из нескольких мелких зубчиков по переднему краю. Стебелёк между грудкой и брюшком состоит из одного узловидного членика (петиоль) широко прикреплённого к брюшку. Вид был впервые описан в 2012 году под первоначальным названием Amblyopone kangba Xu & Chu, 2012. С 2014 года в составе рода Stigmatomma.